# Праздники Дании
В этой статье представлен список праздников в Дании. Некоторые праздники являются рабочими днями.
| Дата                           | Название                 | Датское название             | Примечания |
| ------------------------------ | ------------------------ | ---------------------------- | --- |
| 1 января                       | Новый год                | Nytårsdag                    | Празднование Нового года сопровождается множеством фейерверков и телевизионной трансляцией ежегодной новогодней речи королевы. В полночь по датскому телевидению показывают часы Копенгагенской ратуши, датчане пьют шампанское и едят крансекаге — пирог в виде конуса из нескольких коржей разной величины. Речь премьер-министра обычно транслируется вечером 1 января.                                                |
| 7 недель до Пасхи              | Масленица                | Fastelavn                    | Дети наряжаются в костюмы, ходят по домам и просят сладости. Раньше в подвешенный деревянный бочонок помещалась кошка и дети по очереди били бочонок палкой, пока тот не разбивался. Сейчас кошку заменили на леденцы. |
| Четверг Страстной недели       | Великий четверг          | Skærtorsdag                  | |
| Пятница Страстной недели       | Великая пятница          | Langfredag                   | |
| март/апрель                    | Пасха                    | Påskesøndag                  | В Дании Пасха празднуется в течение двух дней. |
| Первый понедельник после Пасхи | Пасхальный понедельник   | 2. Påskedag                  | |
| 1 мая                          | День труда               | Arbejdernes kampdag / 1. maj | |
| 5 июня                         | День конституции         | Grundlovsdag                 | День утверждения датской конституции в 1849 году. |
| 4-я пятница после Пасхи        | Великий Молитвенный день | Store Bededag                | Введен в 1686 году Кристианом V в результате объединения нескольких небольших и местных католических праздников, переживших Реформацию. Великий Молитвенный день, пережил реформы Иоганна Фридриха Струэнзе. Изначально праздник был посвящен молитве и посту, однако со временем превратился в очередной выходной. День всеобщей молитвы — это единственный день кроме воскресенья, когда может проводиться конфирмация. |
| 40 дней после Пасхи            | Вознесение               | Kristi Himmelfartsdag        | |
| 7 недель после Пасхи           | День Святой Троицы       | Pinse                        | В Дании Троица празднуется в течение двух дней. |
| 24 июня                        | Летнее солнцестояние     | Sankt Hans                   | Датчане называют Иоанна Крестителя Святым Гансом и отмечают день этого святого во время летнего солнцестояния. |
| 10 ноября                      | День Св. Мартина         | Mortensaften                 | Традиционным блюдом в этот день считается гусь. |
| 24 декабря                     | Сочельник                | Juleaften                    | На Рождество датчане обмениваются подарками. В течение первых 24 дней декабря по телевидению показывают передачу «Рождественский календарь» (дат. Julekalender). В течение четырех воскресений перед Рождеством датчане зажигают свечи на «рождественском венке» (дат. Adventskrans). |
| 25 декабря                     | Рождество                | Juledag / 1. Juledag         | В Дании Рождество празднуется в течение трёх дней. |
| 26 декабря                     | Второй день Рождества    | 2. Juledag                   | |